# Miguelitos
Los Miguelitos son unos pastelillos típicos de la localidad de La Roda, en la provincia de Albacete (España), hechos a base de hojaldre, rellenos de crema pastelera y espolvoreados con azúcar. Durante la Feria de Albacete se despachan miles de ellos en el círculo interior del Recinto Ferial, normalmente acompañados de café, orujo de miel o sidra.

## Historia
Según la historia popular, el rodense Manuel Blanco López fue el creador de este pastel, allá por los años 1960. La historia dice que Manuel le dio a probar el pastel a uno de sus mejores amigos, Miguel Ramírez, conocido popularmente como Miguelito. Este pastel gustó tanto a Miguel que volvía continuamente a por más y en una de sus visitas se le ocurrió preguntarle a Manuel si había pensado un nombre para él. Ante esta pregunta, Manuel respondió: «pues mira, como tú, Miguelito».
La receta actual, que alcanzó finalmente la fama, fue creada por Roque Andrés Navarro, quien obtuvo un premio en el II Reconocimiento a la Excelencia Empresarial de dicha localidad en el apartado de Trayectoria empresarial gracias a su labor en la Confitería La Moderna.

### Patente
A pesar de que los miguelitos fueron creados en los años 1960, no fue hasta el año 2000 cuando se creó la Asociación de Productores de Miguelitos de La Roda y se solicitó la patente de estos. Finalmente, hasta 2015 no se consiguió que el Ministerio de Industria, Energía y Turismo les diera el título de registro de marca.

## Variedades
Tras años de preparación de este pastel, se han ido creando nuevas variedades como el de chocolate, de chocolate blanco, el bañado y el conocido como centenario. También están los miniguelitos, de menor tamaño, y los miguelitos bombón, que también pequeños, están recubiertos de chocolate.